# Diane Nama
Diane Nama est une actrice et comédienne camerounaise né à Yaoundé le 4 mai 1995,.

## Biographie
Diane Nama de son vrai nom Ndzie Nama Richarde Diane, issue d'une famille monoparentale, a connu une enfance difficile,. Après l'obtention d'un baccalauréat A, Diana Nama décide de poursuivre des études de droit à l'Université de Yaoundé 2 à Soa.
Par la suite, malgré son statut de mère célibataire à la suite du décès de son conjoint de l'époque, Diane Nama fait la rencontre fortuite du 7ème art par l'entremise du comédien Ulrich Takam où elle joue dans la web série de ce dernier, Ses capsules. C'est d'ailleurs ladite rencontre qui va jouer un rôle prépondérant dans sa carrière. En 2019, elle joue dans la web-série La légende et les filles,.
En 2024, Diane Nama obtient un Master en Droits des affaires et en fiscalité en France.
Elle aime Jésus

## Filmographie
- 2024: La légende et les filles
- 2023: Ékol publik groupe 2 d'Ulrich Takam
- 2022: Famille Guiligui de Raph Djeunang
- 2022: Nativité 2.0 de Gervais Nguéo
- 2022: Les capsules de Takam
- 2021: Big bang family d'Adéline Onambélé
- 2021: Manga et sa mère de Blanche Bana
- 2021: Cour commun de Thierry Atangana